# 델리오 로시
델리오 로시(이탈리아어: Delio Rossi, 1960년 11월 26일 ~ )는 이탈리아의 전 축구 선수이다.

## 선수 경력
로시는 리미니에서 태어났다. 1981-1983 사이에 세리에 B 팀 US 포자에서 뛰었던 것이 선수 경력의 정점이었던 로시는 선수시절 뛰어난 선수는 아니었다. 그는 1989년에 세리에 C2의 피델리스 안드리아에서 1 시즌을 보낸 후에 은퇴를 하였다.

## 우승 경력

### 라치오
- 코파 이탈리아: 1(2008-2009)

### 팔레르모
- 코파 이탈리아: 준우승(2010-2011)